# Santos Vito, Modesto y Crescencia (título cardenalicio)
Santos Vito, Modesto y Crescencia es un título cardenalicio diaconal de la Iglesia Católica. Aparece en Liber Pontificalis por haber recibido subvenciones de León III como San Vito en Macello Martyrum al encontrarse cerca del Macellum Liviae, en la V Región de Roma. Sin embargo, Frutaz dice que en los catálogos de Juan el Diácono de Letrán y Pietro Mallio, compuestos en la segunda mitad del siglo XII, la Iglesia de S. Quirici (Santos Quirico y Julita) aparece en lugar de S. Vito, lo que es difícil de explicar, aunque fuera una sustitución temporal. En la Edad Media pasó a ser la diaconía de los Santos Vito y Modesto en Macello Martyrum. De acuerdo con Mas Latrie, esta diaconía se convirtió en presbiteral entre 1477 a 1480, cuando fue devuelta a su antigua clasificación. En 1565 fue convertida de nuevo en presbiteral cuando Pío IV creó 23 nuevos cardenales, volvió a ser una diaconía. El papa Sixto V la cuenta entre las diaconias en su constitución apostólica Religiosa.

## Titulares de la diaconía de San Vito en Macello Martyrum
- Leo de Ostia, O.S.B. (1088 - 1101)
- León (o Leonas), O.S.B. (1115 - 1116)
- Iuniore Amico, O.S.B. (1116- 1120)
- Gregorio (circa 1120- 1130)
- Lucio Boezio, O.S.B. Vall. (1130? o 1134? - 1138)
- Gregorio (1152 - 1159?)
- Rinaldo Brancaccio (20 de marzo de 1385 - 27 de marzo de 1427)
- Vacante (1427 - 1473)
- Antonio Jacopo Venier, título presbiteral pro illa vice (17 de mayo de 1473 - 3 de diciembre de 1476)
- Vacante (1476 - 1480)

## Titulares de la diaconía de Santos Vito y Modesto en Macello Martyrum
- Giovanni Battista Savelli (junio de 1480 - 18 de septiembre de 1498)
- Ascanio Sforza (18 de septiembre de 1484 - 27 de mayo de 1505)
- Carlo Domenico del Carretto (17 de diciembre de 1505 - 4 de enero de 1507)
- Vacante ( 1507 - 1517 )
- Niccolò Ridolfi (6 de julio de 1517 - 19 de enero de 1534)
- Guido Ascanio Sforza de Santa Fiora (18 de diciembre de 1534 - 31 de mayo de 1540)
- Reginald Pole (31 de mayo de 1540 - 10 de diciembre de 1540)
- Vacante ( 1540 - 1545 )
- Niccolò Gaddi (9 de enero de 1545 - 28 de febrero de 1550)
- Vacante ( 1550 - 1555 )
- Carlo Carafa (23 de agosto de 1555 - 31 de enero de 1560)
- Carlos Borromeo (14 de febrero de 1560 - 4 de septiembre de 1560)
- Vacante ( 1560 - 1565 )
- Carlo Visconti título presbiteral pro illa vice (15 de mayo de 1565 - 12 de noviembre de 1565)
- Guido Luca Ferrero (6 de marzo de 1566 - 16 de mayo de 1585)
- Vacante ( 1585 - 1587 )
- Ascanio Colonna (25 de febrero de 1587 - 5 de diciembre de 1588)

## Titulares de la diaconía de Santos Vito, Modesto y Crescencia
- Vacante ( 1588 - 1599 )
- Bonviso Bonvisi (17 de marzo de 1599 - 5 de julio de 1599)
- Vacante ( 1599 - 1626 )
- Lelio Biscia (9 de febrero de 1626 - 19 de diciembre de 1633)
- Benedetto Ubaldi (9 de enero de 1634 - 18 de enero de 1644)
- Vacante ( 1644 - 1645 )
- Federico Sforza (10 de julio de 1645 - 26 de junio de 1656)
- Vacante ( 1656 - 1660 )
- Francesco Maria Mancini (19 de abril de 1660 - 14 de mayo de 1670)
- Giovanni Delfino , título presbiteral pro illa vice (19 de mayo de 1670 - 19 de julio de 1699)
- Vacante ( 1699 - 1715 )
- Fabio Olivieri (23 de septiembre de 1715 - 9 de febrero de 1738)
- Carlo Maria Marini (23 de junio de 1738 - 15 de julio de 1739)
- Vacante ( 1739 - 1744 )
- Domenico Orsini d'Aragona (15 de junio de 1744 - 26 de noviembre de 1753)
- Giuseppe Livizzani Mulazzani (10 de diciembre de 1753 - 21 de marzo de 1754)
- Ludovico Maria Torriggiani (22 de abril de 1754 - 22 de abril de 1765)
- Andrea Negroni (5 de junio de 1765 - 13 de diciembre de 1779)
- Vacante ( 1779 - 1843 )
- Giovanni Serafini (30 de enero de 1843 - 16 de abril de 1846)
- Vacante ( 1846 - 1853 )
- Vincenzo Santucci (10 de marzo de 1853 - 23 de junio de 1854)
- Vacante ( 1854 - 1856 )
- Gaspare Grassellini, C.O. (19 de junio de 1856 - 20 de diciembre de 1867)
- Edoardo Borromeo (16 de marzo de 1868 - 28 de marzo de 1878)
- Vacante ( 1878 - 1885 )
- Carlo Cristofori (30 de julio de 1885 - 30 de enero de 1891)
- Vacante ( 1891 - 1901 )
- Francesco di Paola Cassette, in commendam (28 de abril de 1901 - 27 de marzo de 1905)
- Vacante ( 1905 - 1936 )
- Eugène Tisserant (18 de junio de 1936 - 13 de diciembre de 1937), título pro illa vice (13 de diciembre de 1937 - 11 de diciembre de 1939)
- Vacante ( 1939 - 1959 )
- José María Bueno y Monreal, título presbiteral pro illa vice ( fallecido del 12 de marzo de 1959 - 20 de agosto de 1987)
- Vacante ( 1987 - 2007 )
- Umberto Betti, O.F.M. (24 de noviembre de 2007 - 1 de abril de 2009)
- Vacante ( 2009 - 2012 )
- Giuseppe Bertello, (18 de febrero de 2012 - )